# Hui (Færder)
Pour les articles homonymes, voir Hui.
Hui est un petite île de la commune de Færder, dans le comté de Vestfold en Norvège.

## Description
L'île de 1,4 km2 se trouve dans le fjord de Tønsberg à l'ouest de Færder. Elle possède une nature polyvalente avec un des remparts montagneux et des forêts intactes.
Hui est l'une des îles de l'archipel des Færders et Tjømes qui avait auparavant une population permanente, mais l'île est inhabitée depuis 1985. Vers 1900, environ 150 personnes y vivaient.
L'île appartient à la municipalité d'Oslo et est surtout connue pour ses Centre de vacances et de loisirs d'été pour les écoliers de la ville. L'opération de colonie de vacances a commencé à Hudøy en 1916. Les colonies de vacances étaient auparavant gérées directement par la municipalité d'Oslo, mais à partir de 1991, la municipalité a collaboré avec la Church City Mission (en) par le biais de la Fondation Hudøy. L'île compte actuellement 59 bâtiments répartis sur 11 campings.

## Aires protégées
- La réserve naturelle de Kvitskjærene, créée en 1978, se trouve sur un petit groupe d'îlots, nommés Kvitskjærene, à l'est de Hui[2].
- La réserve naturelle de Langskjærene, créée en 1978, se trouve sur un petit groupe d'îlots, nommés Langskjærene, au sud de Hui[3].